# Alfredo Di Stéfano
Vous lisez un « bon article » labellisé en 2010.
Pour les articles homonymes, voir Di Stefano.
Alfredo Di Stéfano Lauhlé est un footballeur puis entraîneur, né le 4 juillet 1926 à Buenos Aires et mort le 7 juillet 2014 à Madrid. De nationalité argentine puis naturalisé espagnol en 1956, il évolue au poste d'attaquant, du milieu des années 1940 au milieu des années 1960. Considéré comme l'un des tout meilleurs footballeurs de l'histoire,, il fait partie de l'équipe mondiale du XXe siècle. Il remporte le Ballon d'or en 1957 et 1959 et devient l'unique lauréat d'un « Super Ballon d'or » en 1989, récompensant l'ensemble de sa carrière.
Alfredo Di Stéfano fait ses premiers pas en première division argentine avec le Club Atlético River Plate, le 15 juin 1945. Il remporte deux fois le championnat argentin avec ce club. Il signe en 1949 aux Millonarios de Bogota et devient trois fois champion de Colombie. En 1953, il rejoint le Real Madrid et écrit les plus belles pages de sa carrière avec le club madrilène, en remportant cinq Coupes d'Europe des clubs champions, une Coupe intercontinentale et huit championnats d'Espagne.
Di Stéfano évolue au sein de deux équipes nationales différentes au cours de sa carrière. Il compte six sélections pour six buts marqués pour l'équipe d'Argentine, avec laquelle il gagne la Copa América. Après sa naturalisation espagnole, il dispute 31 matchs et marque 23 buts avec l'équipe d'Espagne.
Comme entraîneur de 1967 à 1991, Di Stéfano dirige notamment Boca Juniors, le Valence CF, River Plate et le Real Madrid. Avec ces différents clubs, il remporte une Coupe d'Europe des vainqueurs de coupes, deux championnats d'Argentine, un titre de champion d'Espagne et une supercoupe d'Espagne. Il est, de 2000 à sa mort, le président d'honneur du Real Madrid.

## Biographie

### Débuts
Alfredo Di Stéfano naît le 4 juillet 1926 à Barracas, le quartier portuaire de Buenos Aires. Son grand-père Miguel, originaire de Capri en Italie, est le premier Di Stéfano à s'installer en Argentine.
Son père, Alfredo, épouse Eulalia Laulhé Gilmont, d'ascendance française par son père, natif du Béarn, et irlandaise. Ils ont trois fils, Alfredo, Tulio, joueur de football également et Norma, qui choisit le basket-ball.
Son père est cofondateur du Club Atlético River Plate, où il a également joué de 1910 à 1912.
Alfredo Di Stéfano découvre le football à l'âge de sept ans au sein du club de quartier Unidos y Venceremos et, quand ses parents déménagent dans le quartier de Flores, rejoint le club d'Imán,. Ses idoles sont Arsenio Erico, le grand attaquant du CA Independiente et « La Máquina » du River Plate, véritable machine à marquer des buts. River Plate est son équipe favorite et, il a une carte d'abonné (socio) pour ne manquer aucun match.

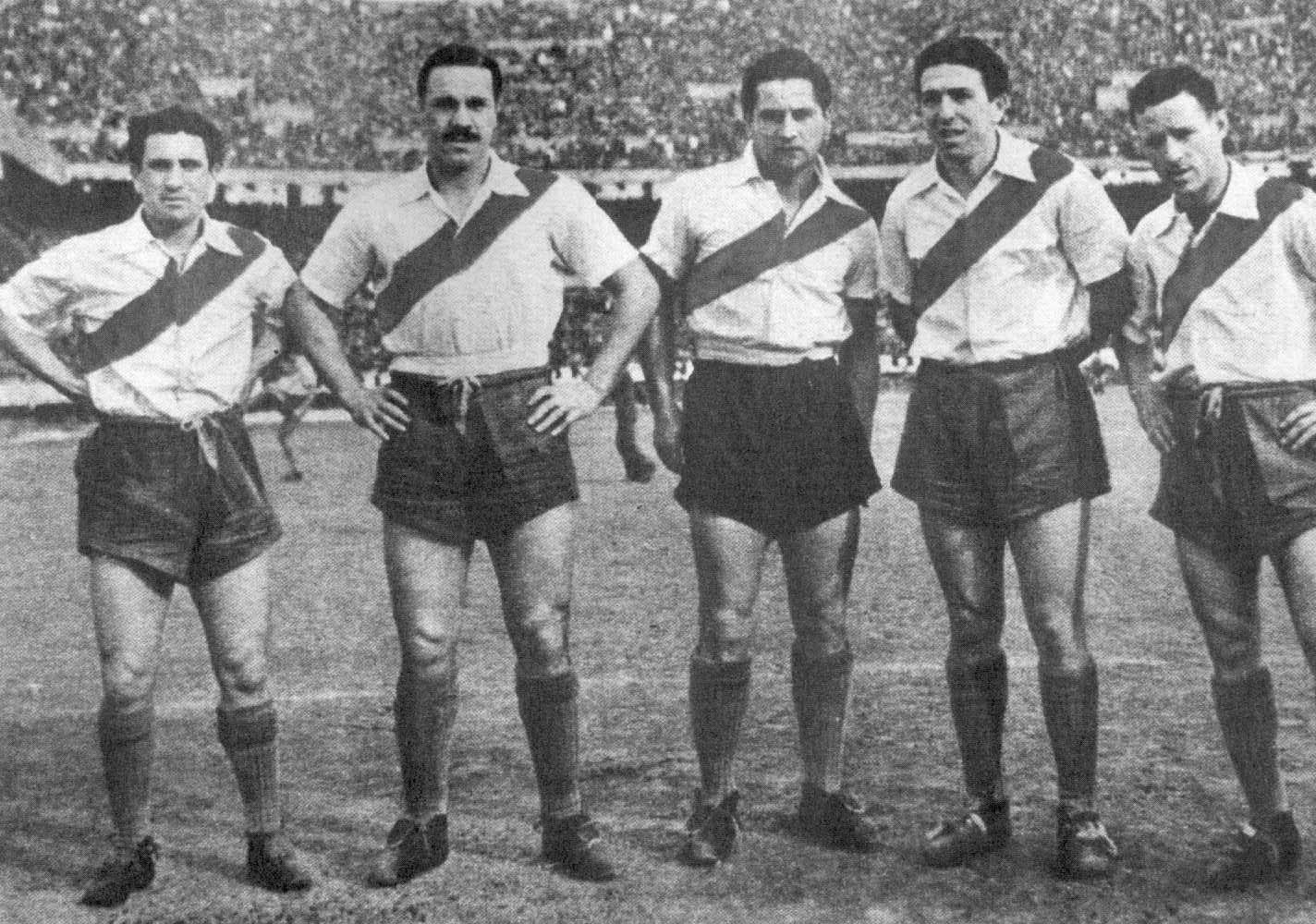
La Maquina de River Plate en 1941, de gauche à droite Juan Carlos Muñoz, José Manuel Moreno, Adolfo Pedernera, Ángel Labruna et Félix Loustau.

En 1940, la famille Di Stéfano s'installe à Los Cardales, une ferme dans le Nord-Ouest de la province de Buenos Aires. Alfredo y aide ses parents comme ouvrier agricole, puis comme vaquero de troupeaux de vaches. Il continue à jouer au football au sein de l'Unión Progresista et dans la ligue régionale du district de Campana.
Au lycée, il étudie pour devenir ingénieur agronome et prendre la succession de ses parents. Comme sports en dehors du football, il pratique l'athlétisme, le basket-ball et le hockey sur gazon.
Sa mère écrit une lettre de recommandation à River Plate et Alfredo Di Stéfano est convoqué pour un essai qui se révèle concluant. Il signe à dix-huit ans une licence d'amateur et débute dans la quatrième équipe du club au poste d'ailier droit. Il passe rapidement dans la troisième, puis dans la réserve, et joue même, en août 1944, un match amical en équipe première contre le CA San Lorenzo. Le 15 juillet 1945, il fait ses grands débuts aux côtés d'« El Maestro » Adolfo Pedernera contre le CA Huracán ; le match se solde par une défaite deux buts à un. À l'issue de cette saison, Di Stéfano remporte son premier championnat d'Argentine.

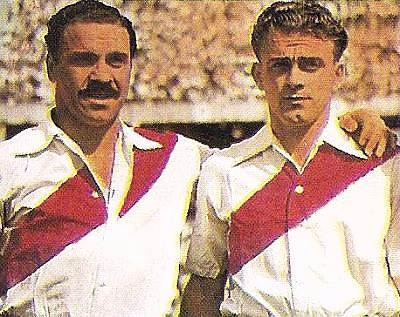
José Manuel Moreno et Alfredo Di Stéfano sous le maillot de River Plate.

Pedernera étant titulaire indiscutable à River Plate, Di Stéfano est prêté un an au CA Huracán où il devient professionnel. Pedernera parti au CA Atlanta, il revient à River Plate et joue ailier droit, poste qu'il n'apprécie pas. Lors de la huitième journée du championnat, l'entraîneur, Carlos Peucelle, le replace au poste d'avant-centre et River Plate s'impose six buts à un face à l'Atlanta de Pedernera. Di Stéfano ne marque pas, mais ses appels de balle et ses mouvements ont permis à ses coéquipiers de briller, et Peucelle le trouve très bon.

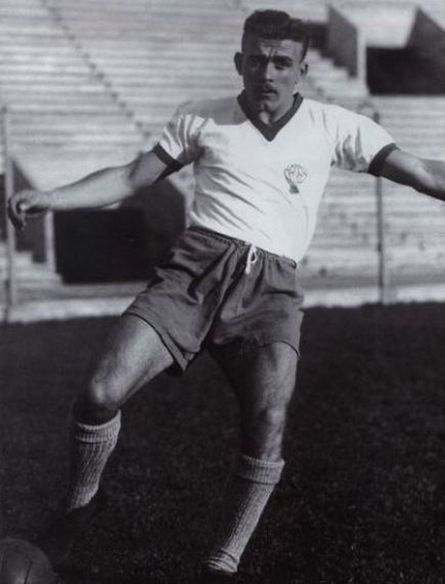
Alfredo Di Stéfano avec Huracán en 1946.

Il s'impose dès lors au poste d'avant-centre et parvient à faire oublier Pedernera. Le jeu de River Plate s'adapte à Di Stéfano et à sa vitesse, il joue en pointe au côté d'Ángel Labruna et José Manuel Moreno se transforme en passeur. Il inscrit ainsi 27 buts en 30 matchs en 1947 et remporte son second titre de champion d'Argentine. Il est rapidement surnommé « El Alemàn » puis la « Saeta Rubia » (Flèche blonde), en raison de ses cheveux blonds, de son physique robuste et de sa vitesse.
Au printemps 1948, il dispute à Santiago du Chili le premier Championnat sud-américain des clubs champions. River Plate finit second derrière le club brésilien Vasco da Gama et il connaît lors de cette compétition les premiers accrochages avec son président, Antonio Vespucio Liberti, pour des questions de réajustement de salaire.
Le 3 juillet 1948, alors que le championnat argentin bat son plein et que le Racing Club mène seulement d'un point sur River Plate, la fédération argentine décide de suspendre la compétition devant les manifestations des joueurs professionnels réclamant augmentations de salaires et mise en œuvre du contrat à temps. Alfredo Di Stéfano est l'un des plus fermes dans ce combat et il refuse, avec ses coéquipiers, le premier accord signé en mai 1949. Leur président doit alors faire de nouvelles concessions pour qu'enfin ils acceptent de revenir sur le terrain.
Au retour d'une tournée de bienfaisance en Italie, à la suite du drame de Superga, les relations entre Vespucio et Alfredo Di Stéfano se tendent à nouveau, le président revenant sur les accords mettant fin à la grève et négociant sans son accord son transfert au club italien Torino. Contacté par Pedernera, qui évolue dans le club colombien des Millonarios de Bogota, il répond favorablement à l'offre de ce club qui lui propose un contrat très lucratif. Il s'envole incognito pour la Colombie, en compagnie de son coéquipier Néstor Rossi, le 9 août 1949, et le président de River Plate ne touche aucune indemnité.

### En Colombie

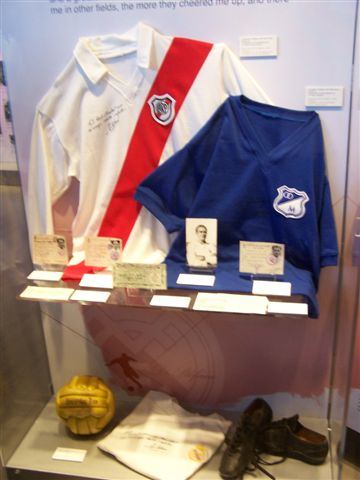
Tenues de Di Stéfano à River Plate (à gauche) et aux Millonarios.

Aux Millonarios de Bogota, il est entraîné par le prestigieux uruguayen Héctor Scarone puis par Pedernera, venu assumer le rôle d'entraîneur-joueur. Il compose, avec Pedernera, Rossi, Baez et Cozzi, l'une des meilleures équipes de l'époque en Amérique du Sud. Le club est surnommé le Ballet Azul (« le ballet bleu » en français), par son jeu fait de dribbles et de passes qui s'apparente à une chorégraphie. Avec les Millonarios, Di Stéfano remporte trois fois le titre de champion de Colombie et termine deux fois en tête du classement des buteurs.
Mais la Colombie se retrouve une impasse sur le plan sportif international, car la Fédération de Colombie de football n'est pas affiliée à la FIFA et les joueurs argentins sont considérés comme des pirates et suspendus par leur fédération. En octobre 1951, lors du congrès de la Confédération sud-américaine de football, l’Uruguay, l’Argentine, le Brésil et le Pérou signent le « Pacte de Lima » : les joueurs restent à disposition des clubs colombiens jusqu'en 1954, mais ne peuvent être transférés sans l'accord du club d'origine. Après cette date, ils doivent revenir dans leur club d'origine.
Cet accord permet également aux clubs colombiens de refaire des tournées internationales. En 1952, Los Millonarios est ainsi invité à participer au tournoi organisé pour les 50 ans du Real Madrid, tournoi auquel participe également l'équipe suédoise de l'IFK Norrköping. Le club colombien bat le Real Madrid quatre buts à deux, avec deux buts de Di Stéfano, et celui-ci se fait remarquer à la fois par le FC Barcelone et par le club de la capitale espagnole. Voulant quitter le club et ne pas retourner à River Plate, Di Stéfano s'enfuit de Colombie, avec sa famille, à la Noël 1952 et retourne alors à Buenos Aires.
Il dispute son dernier match avec Los Millonarios en finale de la petite coupe du monde des clubs en février 1953. Le club remporte le trophée en battant le Rapid de Vienne quatre buts à zéro, Di Stéfano marquant deux buts.

### Transfert controversé vers l'Espagne
Le transfert d’Alfredo Di Stéfano en Espagne fait l'objet d'une intense bataille entre le Real Madrid et le FC Barcelone. Barcelone est le premier à se renseigner sur le joueur et le président Enric Martí charge Josep Samitier de faire signer Di Stéfano. Barcelone négocie son transfert avec River Plate et celui-ci se conclut pour 4 000 000 de pesetas à compter du 1er janvier 1955. Le 23 mai 1953, Di Stéfano arrive en Espagne pour signer son contrat et dispute trois matchs amicaux avec le club. Los Millonarios, propriétaire du joueur jusqu'au 1er janvier 1955, porte alors plainte auprès de la FIFA et de la Fédération espagnole. Le président du club colombien, Alfonso Senior Quevedo, demande 27 000 dollars (1 350 000 pesetas) pour le transfert de Di Stéfano, montant jugé trop élevé par le président de Barcelone.
Le Real Madrid, qui vient de porter la capacité de son stade à 125 000 places, souhaite recruter un grand joueur. Santiago Bernabéu charge le trésorier du club, Raimundo Saporta, de négocier le transfert de Di Stéfano. Il se rend à Buenos Aires pour rencontrer les dirigeants de River Plate mais ceux-ci l'informent de l'accord passé avec le FC Barcelone. Il contacte ensuite Los Millonarios et accepte de payer le montant demandé par son président. Chacun des clubs espagnols possède alors une option sur Di Stéfano, le Real ayant un accord avec Los Millonarios, et le FC Barcelone avec River Plate.
Le président de Barcelone, furieux, négocie alors la vente des droits du joueur avec la Juventus FC provoquant l'indignation de Di Stéfano, qui n'a pas été consulté. Le club italien refuse d'engager des négociations sans le consentement de la FIFA. Celle-ci, appelée comme médiatrice, nomme Armando Muñoz Calero, ancien président de la Fédération espagnole de football, pour dénouer le conflit entre les deux clubs. Il décide que Di Stéfano jouera pour le Real Madrid lors des saisons 1953-1954 et 1955-1956, et pour le Barça en 1954-1955 et 1956-1957. À l'issue de ces quatre saisons, les deux équipes doivent se mettre d'accord sur l'avenir du joueur en Espagne. L'accord est approuvé par le gouvernement espagnol et les deux clubs.
Cette décision crée une telle tempête de protestations au sein même de la direction du FC Barcelone et des socios que le président du club est obligé de démissionner le 22 septembre 1953. Le FC Barcelone revend alors ses droits sur le joueur au Real Madrid et Di Stéfano signe enfin dans le club « merengue » pour environ 5 500 000 pesetas (soit près de 33 000 euros actuels). En plus du montant du transfert, le Real verse au joueur 1 350 000 pesetas de prime de transfert, 650 000 pesetas de prime annuelle, un salaire de 16 000 pesetas et des primes de match doublées par rapport à ses coéquipiers soit au total près de 40 % des recettes annuelles du club.
Les motifs ayant amené la décision de laisser Di Stéfano jouer à Madrid sont contestés par les deux clubs. Alors que le Real a toujours maintenu qu'il s'agissait d'une décision volontaire du FC Barcelone, le club catalan, lui, argue que c'est une décision prise sous la pression du gouvernement de Franco. Cet incident a exacerbé l'hostilité traditionnelle entre les deux clubs espagnols.

### En Espagne

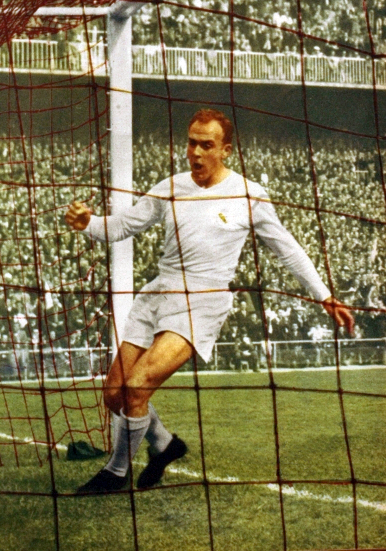
Di Stéfano au Real Madrid, en 1959.

Di Stéfano, après sept mois d'inactivité, fait ses débuts sous le maillot madrilène le 23 septembre 1953, à l'occasion d'une rencontre amicale contre le FC Nancy, qui se conclut sur une défaite quatre buts à deux.
Deux semaines plus tard, le Real reçoit en championnat le FC Barcelone et le clásico se conclut sur une défaite cuisante des Barcelonais sur le score de cinq buts à zéro. Deux des buts sont marqués par Di Stéfano lui-même et il conquiert le cœur du public madrilène. En fin de saison, Di Stéfano permet au club de remporter la Liga 21 ans après le dernier titre. Il est, avec Gento, autre recrue du club, le grand artisan de ce succès, finissant meilleur buteur avec 29 buts. C'est le début de l'âge d'or du Real Madrid.
L'année suivante, le Real recrute Héctor Rial, coéquipier de Di Stéfano aux Millionarios. Le Real remporte de nouveau le championnat avec cinq points d'avance sur le FC Barcelone, Di Stéfano marquant 25 buts. Le Real remporte également la Coupe Latine en battant, au Parc des Princes, le Stade de Reims deux buts à zéro.
La saison 1955-1956 est celle de la première Coupe d'Europe. Le Real élimine le Servette de Genève, le Partizan Belgrade et le Milan AC pour atteindre la finale, où il retrouve le Stade de Reims mené par Raymond Kopa. Dans un match difficile où le Real est mené deux fois au score, Di Stéfano redonne espoir à ses coéquipiers en réduisant l'écart à la quatorzième minute, et le Real s'impose finalement quatre buts à trois. Cette finale permet à l'Europe entière de découvrir le talent de Di Stéfano qui termine second en fin de saison du classement du Ballon d'or, devancé par Stanley Matthews.
La saison suivante, le Real se renforce encore en recrutant Kopa. Celui-ci doit patienter en réserve, dans l'attente de la naturalisation espagnole de Di Stéfano, qui intervient le 13 octobre 1956. Le club possède désormais une superbe ligne d'attaque composée de Di Stéfano, Rial, Kopa et Gento. Le Real conserve la Coupe d'Europe en battant en demi-finale Manchester United puis, en finale la Fiorentina deux buts à zéro. Di Stéfano marque un des buts sur penalty, son onzième en Coupe d'Europe.
Le Real Madrid remporte également la Coupe latine, face au Benfica Lisbonne sur un but de Di Stéfano, ainsi que le championnat d'Espagne. Alfredo est le meilleur buteur du championnat d'Espagne et de la Coupe d'Europe des clubs champions et, après sa saison exceptionnelle, il est élu Ballon d'or et joueur espagnol de l'année.
En 1957-1958, le Real Madrid fait signer un autre grand joueur, le défenseur central uruguayen José Santamaria. Cette saison-là, le jeu d'Alfredo Di Stéfano est encore plus spectaculaire. Il mène le jeu, n'hésite pas à défendre et continue à marquer de nombreux buts. Le Real est sacré une nouvelle fois champion d'Espagne et Di Stéfano remporte le trophée du meilleur buteur avec 19 buts. En Coupe d'Europe, il retrouve en finale le Milan AC, éliminé en demi-finale deux ans plus tôt. Le match est indécis, Milan ouvre le score par l'intermédiaire de Schiaffino, mais Di Stéfano égalise à la 74e minute et le Real s'impose en prolongation, trois buts à deux, sur un but de Gento.
En 1958, Ferenc Puskás rejoint Gento, Kopa et Di Stéfano à la pointe de l'attaque madrilène. Ce quatuor permet au club de remporter une nouvelle fois la Coupe d'Europe face au Stade de Reims sur le score de deux buts à zéro. Di Stéfano marque l'un des buts, son quatrième dans une finale. Il est également le meilleur buteur du championnat d'Espagne où le club termine second. À la fin de la saison, le « divin chauve » reçoit une nouvelle fois le Ballon d'or.
L'association de Di Stéfano et de Puskás connaît son apogée la saison suivante en finale de la Coupe d'Europe. Le Real est opposé à l'Eintracht Francfort qui a battu en demi-finale le Glasgow Rangers par douze buts à quatre sur les deux matchs. Devant les 135 000 spectateurs du Hampden Park, les Madrilènes livrent leur match le plus abouti, et s'imposent sept buts à trois avec quatre buts de Puskás et trois de Di Stéfano, dont deux à des moments cruciaux du match. Le travail défensif de Di Stéfano permet également d'annihiler une occasion de but dans la première demi-heure. Le 4 septembre 1960, le Real remporte la première Coupe intercontinentale en écrasant Peñarol, vainqueur de la Copa Libertadores, sur le score de cinq buts à un.
Le FC Barcelone est le premier club à faire tomber le Real en Coupe d'Europe en 1961. L'arbitrage des Anglais Ellis, à l'aller, et Leafe, au retour, est très critiqué par le Real, un but étant notamment refusé à Di Stéfano pour hors-jeu. Le Real se venge en écrasant le championnat d'Espagne, il termine avec douze points d'avance sur l'Atlético Madrid et 20 sur Barcelone. Puskás finit meilleur buteur avec 28 buts, devant Di Stéfano troisième avec 21 unités.
Le 2 mai 1962 à Amsterdam, le Real retrouve en finale de la Coupe d'Europe le Benfica d'Eusébio. Pour contrer les Portugais, l'entraîneur madrilène Miguel Muñoz place Di Stéfano en soutien de Puskás, seul en pointe. Malgré trois buts de Puskás, dont un sur passe de Di Stéfano, le Real doit s'incliner cinq buts à trois.
Le 24 août 1963, sa notoriété mondiale est telle qu'il est enlevé lors de la petite coupe du monde des clubs qui se dispute à Caracas par des guérilleros des Forces armées de libération nationale du Venezuela. Il est relâché deux jours plus tard devant l'ambassade d'Espagne,.
Son dernier match officiel avec les Madrilènes est la finale de la Coupe d'Europe 1964, sa septième en neuf ans. Elle oppose le Real et son jeu d'attaque au Catenaccio de l'Inter Milan d'Helenio Herrera. Miguel Muñoz met Amancio Amaro au marquage individuel de Giacinto Facchetti, dangereux contre-attaquant, mais cette tactique est vivement critiquée par Di Stéfano car elle amoindrit les capacités offensives du Real. L'Inter s'impose finalement trois buts à un, son jeu collectif l'emportant sur les individualités du Real. Après le match, les tensions entre Di Stéfano et Muñoz sont telles que celui-ci décide de ne plus faire jouer « don Alfredo ».
Santiago Bernabéu lui propose alors de mettre fin à sa carrière et de rentrer dans le staff technique de l'équipe mais Di Stéfano souhaite encore continuer et les deux hommes se séparent fâchés, Bernabéu déclare alors que lui vivant, Di Stéfano ne remettra plus jamais les pieds au club. 
Il rejoint alors à 38 ans le RCD Español pour deux dernières saisons, et y retrouve László Kubala, son ancien rival du Barça. Son retour au Real est un tel évènement qu'il fait l'objet d'une retransmission télévisée.
Le 7 juin 1967, Alfredo Di Stéfano fait ses adieux en tant que joueur lors d'un match entre le Real Madrid et le Celtic Glasgow, qui vient d'être sacré champion d'Europe. À la treizième minute de jeu, Di Stéfano sort sous les applaudissements des 130 000 spectateurs du stade Santiago Bernabéu.

### Équipes nationales
Alfredo Di Stéfano connaît deux sélections nationales différentes en tant que joueur, l'Argentine en 1947 et l'Espagne de 1957 à 1961.
En 1947, il est sélectionné dans l'équipe d'Argentine qui participe au championnat sud-américain à Guayaquil en Équateur. Il ne joue pas le premier match, le sélectionneur Guillermo Stábile lui préférant René Pontoni. Il lui offre sa chance dès le second match et Di Stéfano débute sous le maillot argentin, le 4 décembre 1947, contre la Bolivie. Le match se conclut sur une victoire sept buts à zéro, avec un but de Di Stéfano.

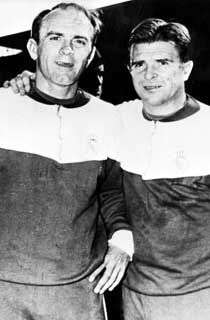
Alfredo Di Stéfano et Ferenc Puskás.

Lors de la finale contre l'Uruguay, Loustau scelle la victoire de l'Argentine, trois buts à un, en inscrivant le troisième but, d'un tir des 25 mètres sur une passe de Di Stéfano. Alfredo marque lors de cette compétition six buts en autant de matchs disputés, dont un triplé contre la Colombie. Ce sont ses seules apparitions sous le maillot de la sélection argentine. Il compte quatre apparitions avec une sélection colombienne appelée Colombie XI, composée des meilleurs joueurs du championnat colombien, ces rencontres ne sont pas homologuées par la FIFA.
Après sa naturalisation obtenue en 1956, il fait ses grands débuts sous le maillot de la sélection espagnole, le 30 janvier 1957, lors d'un match contre les Pays-Bas. Di Stéfano fête sa première sélection en inscrivant un triplé dans ce match qui se solde sur une victoire cinq buts à zéro des Espagnols.
Lors des éliminatoires de la Coupe du monde 1958, l'Espagne est favorite de son groupe éliminatoire où elle rencontre l'Écosse et la Suisse. L'attaque peut compter sur Di Stéfano, Francisco Gento, Luis Suárez et László Kubala, un autre naturalisé, mais une défaite inaugurale contre l'Écosse lui est fatale et l'Espagne échoue à un point des Écossais.
Di Stéfano ne participe pas non plus aux phases finales du premier championnat d'Europe organisé en 1960. L'Espagne, qui vient de disposer en huitièmes de finale de la Pologne après un match d'appui, se prépare à rencontrer l'URSS mais doit déclarer forfait sur ordre de Franco.
En 1962, pour se qualifier en phase finale de la Coupe du monde au Chili, l'Espagne se défait tout d'abord du pays de Galles puis en match de barrage face au Maroc où Di Stéfano marque son dernier but en sélection. Pour Di Stéfano et son coéquipier madrilène Ferenc Puskás, naturalisé en 1960, c'est la dernière chance de disputer la Coupe du monde sous le maillot . Victime d'une déchirure musculaire lors de l'avant-dernier match de préparation contre Osnabrück, un club de seconde division allemande, il ne peut être remis qu'en cas de qualification au second tour. Di Stéfano ne peut qu'assister à la défaite de l'Espagne contre le Brésil deux buts à un et, comme d'autres grands noms du football comme George Best ou George Weah, il ne dispute aucun match de Coupe du monde,.
En plus de ces rencontres en sélection, Di Stéfano a également l'honneur d'être choisi comme capitaine de la première équipe FIFA du continent européen qui rencontre, en 1963 à Wembley, l'Angleterre pour fêter le centenaire de la FA. Le match se termine sur une défaite deux buts à un de l'équipe FIFA.

### Carrière d'entraîneur
Une fois sa carrière de footballeur terminée, Di Stéfano ne quitte pas son sport et se reconvertit dans le métier d'entraîneur. Cela le conduit en 1967 à Elche CF mais, au bout de quinze journées, le club est avant-dernier et il est remplacé par Ferdinand Daučík.
En juillet 1968, il est contacté par Boca Juniors pour devenir manager de l'équipe première, et il retourne en Argentine. Au début de l'année 1969, l'entraîneur José D'Amico démissionne et Alfredo Di Stéfano prend alors les rênes de l'équipe. Boca Juniors finit premier de la zone A du championnat Métropole mais est éliminé en demi-finale par River Plate, second de la zone B. Lorsque commence le championnat Nacional, Di Stéfano fait jouer à son équipe un jeu plus offensif avec Norberto Madurga comme meneur de jeu. Le titre se joue, lors de la dernière journée, face au grand rival River Plate qui est à deux points seulement. Deux buts de Madurga permettent au club d'accrocher le nul et Boca remporte le championnat d'Argentine. Il remporte également la première Coupe d'Argentine en battant le Club Atlético Atlanta sur le score de trois buts à deux sur les deux matchs.
En 1970, il est appelé par le Valence CF pour diriger l'équipe. Le club décroche en fin de saison son quatrième championnat d'Espagne après une lutte serrée avec le FC Barcelone et l'Atletico Madrid. Valence CF n'encaisse cette année-là que dix-neuf buts et finit meilleure défense du championnat.
L'année suivante, le club finit vice-champion derrière le Real Madrid. Di Stéfano et Valence ne parviennent cependant pas à remporter la Coupe du Généralissime, le Valence CF perdant deux finales consécutives en 1971 et 1972. À la fin de la saison 1974, Di Stéfano quitte ses fonctions d'entraîneur.
Il rejoint alors le Sporting Portugal qui vient d'être sacré champion. Le club ne gagnant qu'un seul de ces six matchs d'avant-saison, le président du Sporting, João Rocha, le congédie dès la première journée du championnat, juste avant la signature de son contrat. En 1975, il retrouve le championnat espagnol et entraîne le Rayo Vallecano, club de seconde division, mais c'est un échec. Il est remplacé en mars par Jose Antonio Olmedo. L'année suivante, il reste en deuxième division espagnole en prenant les rênes de Castellón, et le club finit quatorzième.

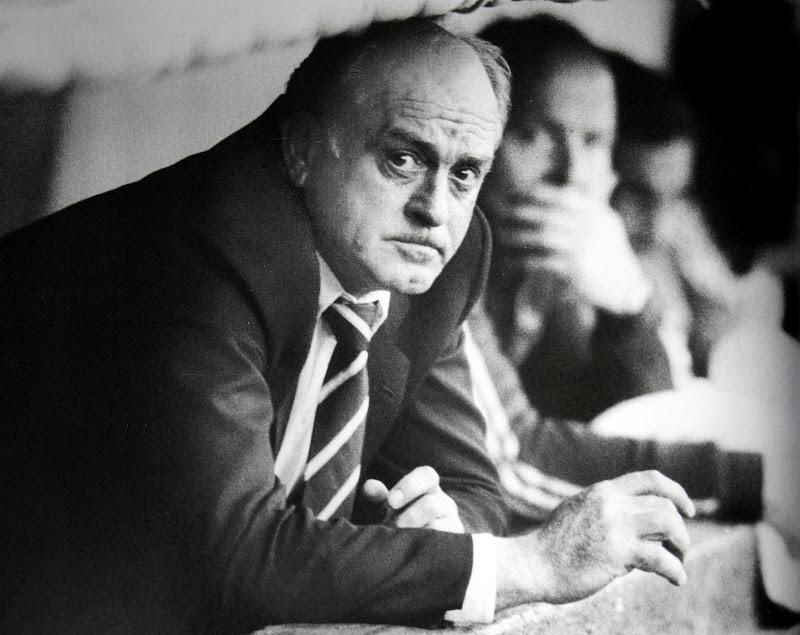
Alfredo Di Stefano entraîneur du CA River Plate (1981).

Alfredo Di Stéfano est rappelé en 1979 par le Valence CF. En championnat, le club ne finit que sixième, mais il parvient à remporter la Coupe d'Europe des vainqueurs de coupe contre Arsenal FC aux tirs au but, et Mario Kempes est le meilleur buteur de la compétition avec neuf buts. Il quitte le club en fin de saison, remplacé par Pasieguito. En 1981, il fait son grand retour dans le club de ses débuts, le CA River Plate et succède à Ángel Labruna. Il remporte le championnat d'Argentine Nacional en s'appuyant sur une défense de fer composée de Tarantini, Olarticoechea, Passarella et sur le buteur Kempes revenu de Valence CF.
La saison suivante, il revient au Real Madrid et lance la Quinta del Buitre  (« la quinte du vautour » en français), avec Emilio Butragueño (el Buitre), Míchel, Miguel Pardeza, Manuel Sanchís, Rafael Martín Vázquez mais il ne parvient pas à remporter de trophées avec le club. Celui-ci termine vice-champion d'Espagne en 1983 et 1984, finaliste de la Coupe du Roi, de la Coupe de la Ligue et de la supercoupe d'Espagne en 1983. Il échoue également en finale de la Coupe d'Europe des vainqueurs de coupe contre le club d'Aberdeen FC entraîné par Alex Ferguson, deux buts à un après prolongations. Cette série de finales perdues fait dire à Di Stéfano : « Nous sommes les Poulidor du football ».
Il retourne à Boca Juniors en 1985 et n'y reste qu'une saison, le club s'inclinant face au Vélez Sarsfield en phase éliminatoire du championnat. En fin de saison 1985-1986, il revient, à douze journées de la fin du championnat espagnol, au chevet du Valence CF qui vient d'encaisser une défaite six buts à zéro contre la Real Sociedad. Il ne parvient pas à renverser la tendance et le club est relégué à la fin du championnat. Conservé à la tête de l'équipe, il ramène le club en première division dès la saison suivante, en finissant champion de seconde division. Le retour en première division est difficile, le club est relégable à l'issue de la 29e journée de championnat, et Di Stéfano est licencié.
En 1990, il est nommé conseiller du président du Real Madrid Ramón Mendoza. Le 21 novembre 1990, à la suite du limogeage de John Toshack, il redevient à 65 ans une dernière fois entraîneur, associé à José Antonio Camacho. Sous ses ordres, le club « merengue » remporte le 12 décembre 1990 la supercoupe d'Espagne. Sa mission comme entraîneur prend fin lors de la vingt-sixième journée avec l'arrivée de Radomir Antić.

### Vie personnelle et extra-sportive
Alfredo Di Stéfano se marie en 1950 avec Sara Freites Varela, qui meurt le 14 mai 2005, et avec qui il a six enfants : Nanette, Silvana, Alfredo, Elena, Ignacio et Sofia, et plusieurs petits-enfants. Après sa carrière sportive, Alfredo Di Stéfano continue de vivre en Espagne, et fait installer dans son jardin une statue représentant une balle ronde où est inscrit Gracias vieja (Merci ma vieille). Le 24 décembre 2005, il est frappé par une crise cardiaque. Il récupère avec succès à Sagonte puis à Valence.
En mai 2013, il est sur le point d'épouser sa secrétaire costaricienne Gina González, plus jeune que lui de cinquante ans mais il renonce devant le refus de ses enfants.
Tout au long de sa carrière, Alfredo Di Stéfano tient la vedette dans plusieurs films. Sa première apparition est dans Con los mismos colores, film argentin de 1949. En Espagne, il apparaît également dans de nombreux films documentaires consacrés au Real Madrid, mais aussi dans un film, Saeta Rubia, tourné en 1956, et dans lequel il tient son propre rôle.

### Mort et hommages
Le 5 juillet 2014, il est victime d’un arrêt cardiaque en pleine rue à Madrid, sa septième attaque depuis sa retraite sportive. Il est hospitalisé en urgence à l’hôpital Gregorio Marañón dans un état grave. Il meurt le 7 juillet 2014, à la suite de cet arrêt cardiaque.
Le 9 juillet 2014, l'Argentine joue la demi-finale de la Coupe du monde 2014 face aux Pays-Bas en arborant un brassard noir, une minute de silence est observée avant la rencontre. Son cercueil, recouvert du drapeau du Real, est ensuite exposé au sein du stade Santiago Bernabéu et reçoit les hommages de plusieurs centaines de personnes.
Il est enterré au cimetière de La Almudena.

## Style de jeu

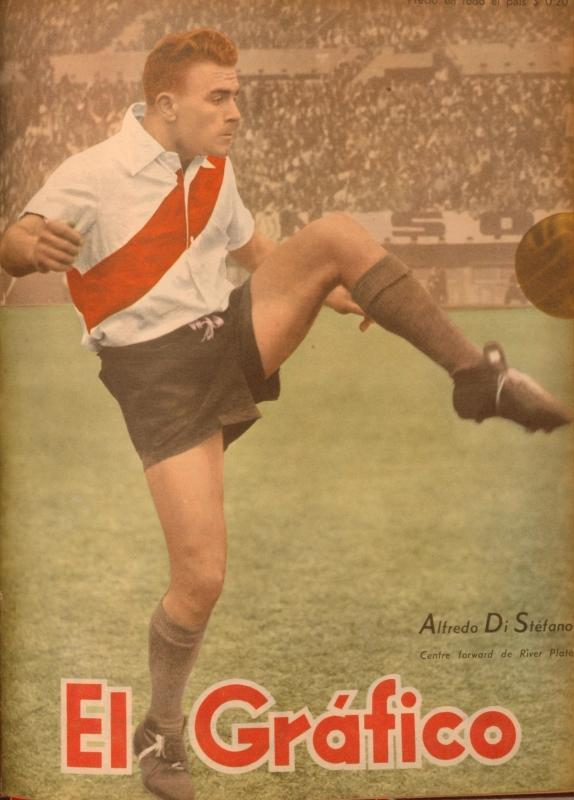
Di Stéfano sur la couverture d'El Grafico - 1947, club de River Plate.

Di Stéfano possède un style de jeu inconnu jusqu'alors, synthétisant celui sud-américain de la Máquina et du « Ballet Azul » fait de passes courtes, et le style développé par le Onze d'or hongrois. C'est un footballeur complet alliant qualités techniques (dribble, feinte, passe et tir de chaque pied), tactiques (vision du jeu et placement) et physiques (vitesse, endurance et robustesse). Il est également un leader charismatique qui met son talent au service de son équipe et ne recherche pas l'exploit individuel. Beaucoup d'entraîneurs tels Helenio Herrera ou Miguel Munoz affirment qu'il est le joueur le plus complet qui ait jamais existé. Pelé, Maradona et Bobby Charlton disent de lui qu'il est le meilleur joueur de tous les temps.
Il n'est pas un avant-centre, mais finit pourtant meilleur buteur de trois championnats différents. Il n'est pas non plus un meneur de jeu mais, dès qu'il possède le ballon, son équipe se projette vers l'avant. Enfin, il n'est pas un milieu défensif, mais il porte assistance à ses défenseurs comme en finale de la coupe d'Europe 1957, où il détourne en corner un centre de l'ailier de la Fiorentina, Julinho. Il est tout cela à la fois, révolutionnant le jeu de l'avant-centre et faisant du Real Madrid la meilleure équipe de club du monde. Gabriel Hanot, l'inventeur de la Coupe d'Europe des clubs champions, dit de lui qu'« il est une tactique à lui tout seul ».
Comme buteur, il n'a pas de points faibles. Il est capable de marquer de la tête, de chaque pied, et ce dans la surface de réparation ou depuis les vingt mètres. Il est également un gardien de but décent et occupe ce poste à River Plate lors d'un Superclásico en 1948. Durant les quinze minutes où il remplace le gardien titulaire, Amadeo Carrizo, il n'encaisse aucun but. Revenu dans le champ, il marque le but décisif.

## Palmarès et records

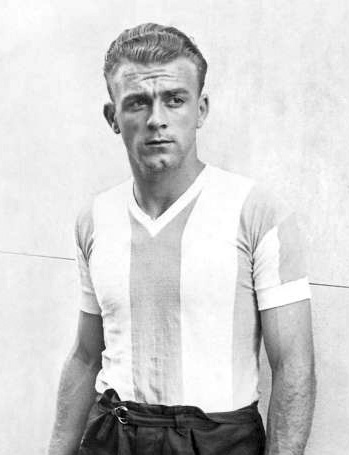
Alfredo Di Stéfano avec le maillot de l'équipe nationale d'argentine en 1947, adossée à un mur.

À Buenos Aires, Bogota puis Madrid, Di Stéfano se constitue un palmarès unique. Il comporte quasiment toutes les compétitions internationales majeures de son époque. Avec l'Argentine, il remporte la Copa América en 1947, son seul trophée en équipe nationale.
Il est deux fois champion d'Argentine avec le CA River Plate en 1945 et 1947, deux fois vice-champion en 1948 et 1949, et termine deuxième du championnat sud-américain des clubs champions en 1948. Sous les couleurs des Los Millonarios, il gagne la petite coupe du monde des clubs en 1953, trois championnats de Colombie en 1949, 1951 et 1952, et est vice-champion en 1950.
Son histoire se confond ensuite pendant onze ans avec celle du Real Madrid. Avec le club madrilène, Alfredo Di Stéfano soulève la Coupe d'Europe des clubs champions à cinq reprises en 1956, 1957, 1958, 1959 et 1960, et est finaliste de la compétition en 1962 et 1964. Il remporte également la première Coupe intercontinentale en 1960, deux Coupes Latine en 1955 et 1957 et une petite coupe du monde des clubs en 1956. En championnat d'Espagne, il décroche huit titres en 1954, 1955, 1957, 1958, 1961, 1962, 1963 et 1964 et termine vice-champion en 1959 et 1960. Il est également vainqueur de la Coupe du Généralissime en 1962 et finaliste de cette épreuve en 1958, 1960 et 1961. Ses treize titres de champion national de première division dans trois pays différents constitue le record du genre.
Alfredo Di Stéfano a marqué 524 buts en 720 matchs officiels, soit 0,74 but par match. Il est le meilleur buteur du championnat argentin en 1947 (27 buts), colombien en 1951 (31 buts) et 1952 (19 buts) et remporte le trophée Pichichi, décerné au meilleur buteur de la Liga, à cinq reprises. Il marque 27 buts en 1954, 24 buts en 1956, 31 buts en 1957, 19 buts en 1958 et 23 buts en 1959. Il est également le meilleur buteur de la Coupe d'Europe des clubs champions en 1958 (10 buts) et 1962 (7 buts).
Il est le quatorzième meilleur buteur de tous les temps de première division avec 521 matchs pour 376 buts. Di Stéfano est le quatrième meilleur buteur de toute l'histoire du Real Madrid, son record de 308 buts pour le club ayant été battu par Karim Benzema tout récemment, lors d'une rencontre contre le Paris Saint-Germain. Il est également le cinquième meilleur buteur du championnat d'Espagne de football de tous les temps, seulement devancé par Lionel Messi, Cristiano Ronaldo, Telmo Zarra et Hugo Sánchez. En coupe d'Europe, il est le neuvième meilleur buteur de l'histoire de la Ligue des champions avec 49 buts en 58 matchs. Seuls Raúl, Cristiano Ronaldo, Lionel Messi, Ruud van Nistelrooy, Andriy Chevtchenko, Thierry Henry, Robert Lewandoski et Karim Benzema ont fait mieux. En comptant les matchs amicaux, Di Stéfano a marqué en tout 893 buts durant sa carrière. 
Comme entraîneur, son palmarès est également conséquent. En Argentine, il remporte le championnat à deux reprises, en 1969 avec Boca Juniors et en 1981 avec CA River Plate. Avec Boca Juniors, il gagne aussi la Coupe d'Argentine en 1969. Au Valence CF, il permet au club de remporter la Coupe d'Europe des vainqueurs de coupes en 1980. Il est champion d'Espagne en 1971, vice-champion en 1972, champion de deuxième division en 1987 et finaliste de la Coupe du Généralissime en 1971 et 1972. Il n'obtient qu'un seul trophée avec le Real Madrid, la supercoupe d'Espagne en 1990, dont il est également finaliste en 1982. Avec ce club, il est aussi finaliste de la coupe d'Europe des vainqueurs de coupes en 1983, vice-champion d'Espagne en 1983 et 1984, finaliste de la coupe d'Espagne en 1983 et finaliste de la coupe de la Ligue en 1983.

## Distinctions honorifiques
Alfredo Di Stéfano reçoit en 1957 et 1959 le Ballon d'or, trophée remis au meilleur joueur européen de l'année par l'hebdomadaire français France Football. Il est classé second en 1956 et reçoit un « Super Ballon d'or » en 1989.
Sa carrière exceptionnelle lui vaut de nombreuses récompenses. Il reçoit en 1966 la médaille d'or du mérite sportif, décernée par le gouvernement espagnol, puis la grande croix de l'ordre du mérite sportif en 1999. Lui est également décerné le trophée du meilleur joueur des 35 dernières années, par l'hebdomadaire Don Balón en 1990, la médaille du mérite de la FIFA en 1994, la médaille du mérite sportif de Madrid en 1996, le tambor de oro de la ville de San Sebastián en 1997, le prix Marca Leyenda en 1999, et il entre au Hall of Fame de la FIFA en 1998.
Le 10 juin 1998, il est également choisi, par deux cent cinquante journalistes internationaux, dans l'équipe mondiale du XXe siècle. En 2004, il est nommé au FIFA 100. En 2008, il reçoit, des mains de Michel Platini, le premier Prix du Président de l'UEFA, récompensant de très grands joueurs ayant joué sur le continent européen. Il est également nommé ambassadeur sportif d'Argentine en 2009.
Le 5 novembre 2000, il est élu Président d'Honneur du Real Madrid et, à ce titre, reçoit le trophée du club de football du XXe siècle, remis au Real Madrid par la FIFA. Figure historique du club, il reste toujours proche des différents présidents et des joueurs, c'est lui qui remet les maillots des nouvelles recrues lors de leur présentation aux socios. Le 9 mai 2006, le Real Madrid inaugure le nouveau stade de son club filiale, Castilla. Le stade porte le nom d’Alfredo Di Stéfano et, à son entrée, une statue en bronze le représente célébrant un but marqué lors d'un match de coupe d'Europe contre le Vasas SC. Autre hommage, lors de la saison 2007-2008, le Real Madrid baptise son avion, La Saeta (« la flèche » en français).
Le trophée récompensant le meilleur joueur du championnat d'Espagne de football porte son nom. Le prix a été créé par le quotidien sportif espagnol Marca, lors de la saison 2007-2008. En 2008, il est élu meilleur joueur de l'histoire du Real Madrid, par un sondage réalisé par le club auprès de ses internautes. Il devance Zinédine Zidane et Raúl.

## Statistiques

### En club
| Saison                | Club                  | Championnat           | Championnat | Championnat | Coupe(s) nationale(s) | Coupe(s) nationale(s) | Compétition(s) continentale(s) | Compétition(s) continentale(s) | Compétition(s) continentale(s) | Sélection | Sélection | Sélection | Total | Total |
| Saison                | Club                  | Division              | M.          | B.          | M.                    | B.                    | Comp.                          | M.                             | B.                             | Équipe    | M.        | B.        | M.    | B.    |
| 1945                  | River Plate           | D1                    | 1           | 0           | -                     | -                     | -                              | -                              | -                              | -         | -         | -         | 1     | 0     |
| 1946                  | CA Huracán (prêt)     | D1                    | 25          | 10          | 2                     | 0                     | -                              | -                              | -                              | -         | -         | -         | 27    | 10    |
| 1947                  | River Plate           | D1                    | 30          | 27          | -                     | -                     | CA                             | 2                              | 1                              | Argentine | 6         | 6         | 38    | 34    |
| 1948                  | River Plate           | D1                    | 23          | 13          | 1                     | 1                     | CC                             | 6                              | 4                              | -         | -         | -         | 30    | 18    |
| 1949                  | River Plate           | D1                    | 12          | 9           | -                     | -                     | -                              | -                              | -                              | -         | -         | -         | 12    | 9     |
| Sous-total            | Sous-total            | Sous-total            | 91          | 59          | 3                     | 1                     | -                              | 8                              | 5                              | Argentine | 6         | 6         | 108   | 71    |
| 1949                  | Millonarios FC        | D1                    | 15          | 16          | -                     | -                     | -                              | -                              | -                              | -         | -         | -         | 15    | 16    |
| 1950                  | Millonarios FC        | D1                    | 29          | 23          | 5                     | 6                     | -                              | -                              | -                              | -         | -         | -         | 34    | 29    |
| 1951                  | Millonarios FC        | D1                    | 34          | 32          | -                     | -                     | -                              | -                              | -                              | -         | -         | -         | 34    | 32    |
| 1952                  | Millonarios FC        | D1                    | 24          | 19          | 8                     | 5                     | -                              | -                              | -                              | -         | -         | -         | 32    | 24    |
| Sous-total            | Sous-total            | Sous-total            | 102         | 90          | 13                    | 11                    | -                              | -                              | -                              | -         | -         | -         | 115   | 101   |
| 1953-1954             | Real Madrid           | D1                    | 28          | 27          | -                     | -                     | -                              | -                              | -                              | -         | -         | -         | 28    | 27    |
| 1954-1955             | Real Madrid           | D1                    | 30          | 25          | -                     | -                     | CL                             | 2                              | 0                              | -         | -         | -         | 32    | 25    |
| 1955-1956             | Real Madrid           | D1                    | 30          | 24          | -                     | -                     | C1                             | 7                              | 5                              | -         | -         | -         | 37    | 29    |
| 1956-1957             | Real Madrid           | D1                    | 30          | 31          | 3                     | 3                     | C1+CL                          | 8+2                            | 7+2                            | Espagne   | 5         | 5         | 48    | 48    |
| 1957-1958             | Real Madrid           | D1                    | 30          | 19          | 7                     | 7                     | C1                             | 7                              | 10                             | Espagne   | 5         | 3         | 49    | 39    |
| 1958-1959             | Real Madrid           | D1                    | 28          | 23          | 8                     | 5                     | C1                             | 7                              | 6                              | Espagne   | 3         | 3         | 46    | 37    |
| 1959-1960             | Real Madrid           | D1                    | 23          | 12          | 5                     | 3                     | C1                             | 6                              | 8                              | Espagne   | 5         | 4         | 39    | 27    |
| 1960-1961             | Real Madrid           | D1                    | 23          | 21          | 9                     | 8                     | C1+CI                          | 2+0                            | 2+1                            | Espagne   | 10        | 7         | 44    | 39    |
| 1961-1962             | Real Madrid           | D1                    | 23          | 11          | 8                     | 4                     | C1                             | 10                             | 7                              | Espagne   | 3         | 1         | 44    | 23    |
| 1962-1963             | Real Madrid           | D1                    | 13          | 12          | 9                     | 9                     | C1                             | 2                              | 1                              | -         | -         | -         | 24    | 22    |
| 1963-1964             | Real Madrid           | D1                    | 24          | 11          | 1                     | 1                     | C1                             | 9                              | 5                              | -         | -         | -         | 34    | 17    |
| Sous-total            | Sous-total            | Sous-total            | 282         | 216         | 50                    | 40                    | -                              | 64                             | 52                             | Espagne   | 31        | 23        | 427   | 331   |
| 1964-1965             | RCD Español           | D1                    | 24          | 7           | 3                     | 2                     | -                              | -                              | -                              | -         | -         | -         | 27    | 9     |
| 1965-1966             | RCD Español           | D1                    | 24          | 4           | 4                     | 1                     | C3                             | 6                              | 0                              | -         | -         | -         | 34    | 5     |
| Sous-total            | Sous-total            | Sous-total            | 47          | 11          | 7                     | 3                     | -                              | 6                              | 0                              | -         | 0         | 0         | 60    | 14    |
| Total sur la carrière | Total sur la carrière | Total sur la carrière | 522         | 376         | 75                    | 54                    | -                              | 78                             | 57                             | -         | 37        | 29        | 710   | 517   |

### En équipes nationales
Les tableaux ci-dessous résument les apparitions d’Alfredo Di Stéfano sous les maillots de l'Argentine et de l'Espagne
En équipe d'Argentine :
| #                           | Date                        | Compétition                 | Lieu                               | Adversaire                  | Score                       | But(s) |
| --------------------------- | --------------------------- | --------------------------- | ---------------------------------- | --------------------------- | --------------------------- | ------ |
| 1                           | 4 décembre 1947             | Copa América 1947           | Estadio George Capwell (Guayaquil) | Bolivie                     | 7-0                         | 1      |
| 2                           | 11 décembre 1947            | Copa América 1947           | Estadio George Capwell (Guayaquil) | Pérou                       | 3-2                         | 1      |
| 3                           | 16 décembre 1947            | Copa América 1947           | Estadio George Capwell (Guayaquil) | Chili                       | 1-1                         | 1      |
| 4                           | 18 décembre 1947            | Copa América 1947           | Estadio George Capwell (Guayaquil) | Colombie                    | 6-0                         | 3      |
| 5                           | 25 décembre 1947            | Copa América 1947           | Estadio George Capwell (Guayaquil) | Équateur                    | 2-0                         | 0      |
| 6                           | 28 décembre 1947            | Copa América 1947           | Estadio George Capwell (Guayaquil) | Uruguay                     | 3-1                         | 0      |
| Total en équipe d'Argentine | Total en équipe d'Argentine | Total en équipe d'Argentine | Total en équipe d'Argentine        | Total en équipe d'Argentine | Total en équipe d'Argentine | 6      |

En équipe d'Espagne :
| #                         | Date                      | Compétition                             | Lieu                                          | Adversaire                | Score                     | But(s) |
| ------------------------- | ------------------------- | --------------------------------------- | --------------------------------------------- | ------------------------- | ------------------------- | ------ |
| 1                         | 30 janvier 1957           | Match amical                            | Estadio Chamartín (Madrid)                    | Pays-Bas                  | 5-1                       | 3      |
| 2                         | 10 mars 1957              | Qualification Coupe du monde 1958       | Estadio Chamartín (Madrid)                    | Suisse                    | 2-2                       | 0      |
| 3                         | 31 mars 1957              | Match amical                            | Stade du Heysel (Bruxelles)                   | Belgique                  | 5-0                       | 2      |
| 4                         | 8 mai 1957                | Qualification Coupe du monde 1958       | Hampden Park (Glasgow)                        | Écosse                    | 2-4                       | 0      |
| 5                         | 26 mai 1957               | Qualification Coupe du monde 1958       | Estadio Chamartín (Madrid)                    | Écosse                    | 4-1                       | 0      |
| 6                         | 6 novembre 1957           | Match amical                            | Estadio Chamartín (Madrid)                    | Turquie                   | 3-0                       | 0      |
| 7                         | 24 novembre 1957          | Qualification Coupe du monde 1958       | Stade olympique de la Pontaise (Lausanne)     | Suisse                    | 4-1                       | 2      |
| 8                         | 13 mars 1958              | Match amical                            | Parc des Princes (Paris)                      | France                    | 2-2                       | 0      |
| 9                         | 19 mars 1958              | Match amical                            | Waldstadion (Francfort)                       | Allemagne de l'Ouest      | 0-2                       | 0      |
| 10                        | 13 avril 1958             | Match amical                            | Estadio Chamartín (Madrid)                    | Portugal                  | 1-0                       | 1      |
| 11                        | 15 octobre 1958           | Match amical                            | Estadio Chamartín (Madrid)                    | Irlande du Nord           | 6-2                       | 0      |
| 12                        | 28 février 1959           | Match amical                            | Stadio olimpico (Rome)                        | Italie                    | 1-1                       | 1      |
| 13                        | 28 juin 1959              | Qualification Championnat d'Europe 1960 | Stade de Silésie (Chorzów)                    | Pologne                   | 4-2                       | 2      |
| 14                        | 14 octobre 1959           | Qualification Championnat d'Europe 1960 | Estadio Chamartín (Madrid)                    | Pologne                   | 3-0                       | 1      |
| 15                        | 22 novembre 1959          | Match amical                            | Estadio de Mestalla (Valence)                 | Autriche                  | 6-3                       | 2      |
| 16                        | 17 décembre 1959          | Match amical                            | Parc des Princes (Paris)                      | France                    | 3-4                       | 0      |
| 17                        | 13 mars 1960              | Match amical                            | Camp Nou (Barcelone)                          | Italie                    | 3-1                       | 1      |
| 18                        | 15 mai 1960               | Match amical                            | Estadio Chamartín (Madrid)                    | Angleterre                | 3-0                       | 0      |
| 19                        | 10 juillet 1960           | Match amical                            | Estadio Municipal de Chorrillos (es) (Lima)   | Pérou                     | 3-1                       | 1      |
| 20                        | 14 juillet 1960           | Match amical                            | Estadio Nacional de Chile (Santiago du Chili) | Chili                     | 4-0                       | 2      |
| 21                        | 17 juillet 1960           | Match amical                            | Estadio Nacional de Chile (Santiago du Chili) | Chili                     | 4-1                       | 2      |
| 22                        | 24 juillet 1960           | Match amical                            | Stade Monumental (Buenos Aires)               | Argentine                 | 0-2                       | 0      |
| 23                        | 26 octobre 1960           | Match amical                            | Wembley (Londres)                             | Angleterre                | 2-4                       | 0      |
| 24                        | 30 octobre 1960           | Match amical                            | Stade Ernst Happel (Vienne)                   | Autriche                  | 0-3                       | 0      |
| 25                        | 2 avril 1961              | Match amical                            | Estadio Chamartín (Madrid)                    | France                    | 2-0                       | 0      |
| 26                        | 19 avril 1961             | Qualification Coupe du monde 1962       | Ninian Park (Cardiff)                         | Pays de Galles            | 2-1                       | 1      |
| 27                        | 18 mai 1961               | Qualification Coupe du monde 1962       | Estadio Chamartín (Madrid)                    | Pays de Galles            | 1-1                       | 0      |
| 28                        | 11 juin 1961              | Match amical                            | Sánchez Pizjuán (Séville)                     | Argentine                 | 2-0                       | 1      |
| 29                        | 12 novembre 1961          | Qualification Coupe du monde 1962       | Stade Mohammed V (Casablanca)                 | Maroc                     | 1-0                       | 0      |
| 30                        | 23 novembre 1961          | Qualification Coupe du monde 1962       | Estadio Chamartín (Madrid)                    | Maroc                     | 3-2                       | 1      |
| 31                        | 10 décembre 1961          | Match amical                            | Parc des Princes (Paris)                      | France                    | 1-1                       | 0      |
| Total en équipe d'Espagne | Total en équipe d'Espagne | Total en équipe d'Espagne               | Total en équipe d'Espagne                     | Total en équipe d'Espagne | Total en équipe d'Espagne | 23     |

### Ouvrages utilisés
- (en) Phil Ball, Morbo : The Story of Spanish Football, WSC Books Limited, 2003, 246 p. (ISBN 978-0-9540134-6-2, présentation en ligne).
- Didier Braun, Vincent Duluc et Régis Dupont, La grande histoire de la coupe du monde, L'Équipe, 2009, 239 p. (ISBN 978-2-915535-81-5), « Di Stéfano, Puskas, le crépuscule des idoles ».
- Pierre-Marie Descamps et Jacques Hennaux, 50 ans de coupes d'Europe, L'Équipe, 2005, 384 p. (ISBN 978-2-9519605-9-6).
- [PDF] (es) « Ave Saeta », Marca,‎ 2010 (lire en ligne).